# Convergentietheorie (economie)
De convergentietheorie is een theorie binnen de macro-economie, die voornamelijk door de Nederlandse econoom Jan Tinbergen is geformuleerd. Tinbergen voorspelde dat het Russische communisme en het Amerikaanse kapitalisme steeds meer naar elkaar zouden toegroeien, meer bepaald naar een Europees model van gecorrigeerde markteconomie. 
De Chinese leider Deng Xiaoping gaf in 1978 het startschot tot de liberalisering van de economie van zijn land, louter om pragmatische redenen.
Sovjetpresident Gorbatsjov probeerde later met zijn hervormingen glasnost en perestrojka ook die toenadering tussen de economische modellen te realiseren.
- J Kol. De actualiteit van de convergentietheorie, 3 oktober 1990.  voor Economisch Statistische Berichten